# Lublin (hrad)
Lublin (polsky Zamek Lubelski) je královský hrad v Lublině v Polsku, původně postavený ve 12. století, mnohokrát přestavovaný, v letech 1831–1954 sloužil jako vězení, od roku 1957 zde sídlí Národní muzeum v Lublině. Jedná se o jedno z nejstarších dochovaných královských sídel v Polsku.
Ve 13. století byl k hradu přistavěn románský donjon (obytná a útočištná věž). Na nádvoří hradu se nachází kaple Nejsvětější Trojice ze 14. století, postavená za vlády Kazimíra III. Velikého. V 15. století nechal král Vladislav II. Jagello vyzdobit kapli rusínsko-byzantskými freskami, které byly dokončeny v roce 1418 a byly zachovány. Kaple je jednou z významných polských středověkých architektonických památek.